# Rick Sings Nelson
Rick Sings Nelson, studioalbum av den amerikanske rockartisten Rick Nelson tillsammans med gruppen The Stone Canyon Band, utgivet 3 september 1970 på skivbolaget Decca Records. Albumet är producerat av Rick Nelson.
Albumet nådde amerikanska Billboard-listans 196:e plats.

## Låtlista
Samtliga låtar är skrivna av Rick Nelson
1. "We've Got Such a Long Way to Go" – 3:57
2. "California" – 3:04
3. "Anytime" – 4:28
4. "Down Along the Bayou Country" – 2:10
5. "Sweet Mary" – 3:25
6. "Look at Mary" – 3:08
7. "The Reason Why" – 4:19
8. "Mr. Dolphin" – 3:40
9. "How Long" – 3:00
10. "My Woman" – 3:58